# Relations entre l'Inde et la Tanzanie
Les relations entre l'Inde et la Tanzanie sont les relations bilatérales de la république de l'Inde et de la république unie de Tanzanie. L'Inde a un haut-commissariat à Dar es Salaam, la Tanzanie a une ambassade à New Delhi, qui est également accréditée auprès du Sri Lanka, du Népal, du Bangladesh et du Myanmar. Les relations diplomatiques sont décrites comme étroites, amicales et coopératives. 15 000 Indiens ont visité la Tanzanie en 2007. En mai 2011, l'ancien Premier ministre indien Manmohan Singh appelle au renforcement de la coopération avec la Tanzanie. Le commerce entre l'Inde et la Tanzanie s'est élevé à 31 milliards de dollars en 2009-2010 et l'Inde est le deuxième investisseur de la Tanzanie.
Des années 1960 aux années 1980, les deux pays avaient la même vision de l'antiracisme et de l'anticolonialisme. En novembre 1962, l'Inde a ouvert un haut-commissariat à Dar es Salaam et un consulat général à Zanzibar en octobre 1974.

## Relations bilatérales
Des années 1960 aux années 1980, les relations politiques ont été largement guidées par des engagements idéologiques communs en faveur de l'anticolonialisme, du socialisme sous diverses formes ainsi que par un véritable désir de coopération Sud-Sud. Ces dernières années, les liens indo-tanzaniens ont évolué vers une relation moderne et pragmatique avec un engagement économique plus important et diversifié. L'Inde est le premier partenaire commercial de la Tanzanie et une source importante de machines et de produits pharmaceutiques essentiels. Nombre des principaux établissements commerciaux de Tanzanie sont détenus par des membres d'origine indienne. Les Indiens forment la plus grande communauté d'expatriés en Tanzanie et leur contribution positive au progrès et au développement de leur pays d'accueil est bien reconnue et appréciée. Une coopération amicale, technique, économique et scientifique a été signée en 1966. En 1975, un accord culturel a été signé. En 2008, un protocole d'accord sur le tourisme a été signé entre l'Inde et la Tanzanie.

## Communauté indienne en Tanzanie
La première diaspora indienne est arrivée en Tanzanie peu après la Première Guerre mondiale, lorsque la Société des Nations a conçu la Tanzanie comme un protectorat britannique. 40 000 Indiens vivent en Tanzanie, principalement à Dar es Salaam, Arusha, Dodoma, Morogoro, Mwanza, Mbeya et Zanzibar.